# Геоморы
Геомо́ры (др.-греч. γεωμόροι, дорийский диалект — γάμοροι, от γῆ — «земля» и μείρομαι — «получаю свою долю») — земледельцы, вторая из трех социальных групп афинского государства (другие две — евпатриды и демиурги), социальное деление которого традиция приписывает Тесею (около XIII века до н. э.). Эта группа, наряду с демиургами, была лишена права занимать высшие гражданские и духовные должности.
Отношения геоморов с другими социальными группами неизвестны. Возможно, под геоморами подразумевались независимые землевладельцы или крестьяне, которые обрабатывали чужие земли. Несомненно, среди них было большое число свободных людей, которые обрабатывали собственные земли. Ни о каких политических противоречиях между геоморами и демиургами неизвестно — возможно, их не было, либо со временем они сошли на нет.
Дионисий Галикарнасский упоминает только два класса жителей Аттики — евпатридов и агройков (др.-греч. ἄγροικοι): один соответствовал римским патрициям, другой — плебеям. Аристотель пишет, что в 580 году до н. э. в Афинах среди архонтов были агройки, всего было избрано 10 архонтов: три агройка, пять евпатридов и два демиурга.
По мнению Рафаэля Сили (англ. Raphael Sealy), слово «агройки» было не синонимом, а презрительным вариантом «геоморов», примерно означающим «мужик». Говоря о разнице в терминах, С. Д. Ламберт замечает, что «георги» — это крестьяне, «агройки» — «деревенщина», а «геоморы» — землевладельцы.
На острове Самос термин геоморы (др.-греч. γεωμόροι) применялся для обозначения олигархической партии, к которой принадлежали богатые и могущественные. В Сиракузах аристократическая партия также называлась геоморами (др.-греч. γεωμόροι или др.-греч. γάμοροι) в противоположность демосу (др.-греч. δῆμος) — простым людям.